# Xysticus bengalensis
Xysticus bengalensis là một loài nhện trong họ Thomisidae.
Loài này thuộc chi Xysticus. Xysticus bengalensis được Benoy Krishna Tikader & Biswamoy Biswas miêu tả năm 1974.